# Raimondo Prinoth
Raimondo Prinoth (Ortisei, 21 de octubre de 1944) es un deportista italiano que compitió en luge. Ganó una medalla de plata en el Campeonato Mundial de Luge de 1961, en la prueba doble.

## Palmarés internacional
| Campeonato Mundial | Campeonato Mundial | Campeonato Mundial | Campeonato Mundial |
| Año                | Lugar              | Medalla            | Prueba             |
| ------------------ | ------------------ | ------------------ | ------------------ |
| 1961               | Girenbad (Suiza)   | Medalla de plata   | Doble              |